# Zamach na jarmarku bożonarodzeniowym w Magdeburgu
Zamach na jarmarku bożonarodzeniowym w Magdeburgu – akt terrorystyczny, który miał miejsce 20 grudnia 2024 roku na jarmarku bożonarodzeniowym w Magdeburgu w Niemczech.
Sprawca, 50-letni Saudyjczyk Talib al-Abd al-Muhsin, wjechał samochodem w tłum ludzi, w wyniku czego zginęło 6 osób, a 235 zostało rannych. Mężczyzna został aresztowany w pobliżu miejsca zdarzenia.

## Tło
Magdeburg jest stolicą kraju związkowego Saksonii-Anhalt. W mieście corocznie odbywa się jarmark bożonarodzeniowy, który zlokalizowany jest w pobliżu ratusza miejskiego i centrum handlowego. Niemiecka minister spraw wewnętrznych Nancy Faeser stwierdziła, że nie ma konkretnych zagrożeń dla jarmarków, ale należy zachować czujność, a same wydarzenia zostaną objęte specjalną ochroną. Dwa tygodnie przed atakiem Irakijczyk został aresztowany pod zarzutem planowania ataku na jarmarku bożonarodzeniowym w Augsburgu.

## Przebieg
20 grudnia o godzinie 19:02 kierowca wjechał czarnym wypożyczonym samochodem BMW X3 w tłum ludzi na jarmarku bożonarodzeniowym. Skorzystał z wjazdu, przeznaczonego dla służb ratowniczych, którym dostał się na alejkę między straganami. Według ustaleń policji, sprawca przejechał przez jarmark łącznie 400 metrów, po czym opuścił go w tym samym miejscu, w którym na niego wjechał. Sprawca został ujęty przez policję na drodze. Całe zdarzenie trwało 3 minuty.

## Sprawca
Według ustaleń niemieckiego dziennika Frankfurter Allgemeine Zeitung, sprawcą jest Talib al-Abd al-Muhsin, 50-letni lekarz psychiatrii z Arabii Saudyjskiej mieszkający w Niemczech od 2006 w mieście Bernburg. W lipcu 2016 otrzymał status uchodźcy w Niemczech. W chwili zdarzenia był pod wpływem narkotyków. Sprawca jest znany ze swojego krytycznego nastawienia do islamu. W mediach społecznościowych określał się jako „były muzułmanin” i krytykował Niemcy za zbyt mało stanowcze działania wobec postępującej w kraju islamizacji. Wyrażał sympatię dla poglądów głoszonych przez polityków skrajnie prawicowej partii AfD. Postulował, żeby AfD podjęła szerszą współpracę ze środowiskiem byłych muzułmanów, którzy mieszkają w Niemczech. Motywem zamachu było niezadowolenie z tego, jak w Niemczech traktuje się uchodźców z Arabii Saudyjskiej. W 2013 roku, zamieszkując wówczas na terenie Meklemburgii-Pomorza Przedniego, był skazany przez sąd w Rostocku, na 90 dni więzienia, za „zakłócanie spokoju publicznego groźbami popełnienia przestępstwa”.
Raport Federalnego Urzędu Kryminalnego (BKA) dla Bundestagu dowodzi, że władze 6-ciu landów wiedziały o Talibie A. Wykazano, że na terenie Niemiec, toczyło się 105 spraw z jego udziałem. Prokurator generalny Niemiec Jens Rommel stwierdził, że czyn sprawcy „nie ma szczególnego kontekstu związanego z bezpieczeństwem państwa”. Ma raczej charakter ataku „z powodu osobistej frustracji”.
Wstępnie założono, że sprawca działał samodzielnie.

## Ofiary
Reiner Haseloff, premier Saksonii-Anhaltu poinformował, że zginęło 5 osób: 9-letni chłopiec oraz 4 kobiety w wieku od 45 do 75 lat.
W dniu 6 stycznia 2025 liczba ofiar śmiertelnych wzrosła do 6 osób. Na skutek odniesionych wówczas obrażeń zmarła 52-letnia kobieta.
Według ustaleń policji rannych zostało 235 osób, w tym 41 ciężko.

## Reakcje
Kanclerz Niemiec Olaf Scholz złożył kondolencje rodzinom ofiar ataku i podziękował pracownikom służb ratowniczych. Na znak żałoby w mieście zamknięto wszystkie miejskie instytucje kulturalne, w tym teatr, teatr lalek i muzea. Władze landu Saksonia-Anhalt nakazały wywieszenie flag żałobnych na wszystkich oficjalnych państwowych budynkach do poniedziałku, 23 grudnia.
Departament Policji w Nowym Jorku zwiększył ochronę na jarmarkach świątecznych w ramach środków ostrożności.

## Postępowanie karne
19 sierpnia 2025 roku Prokuratura Generalna w Naumburgu wniosła akt oskarżenia przeciwko domniemanemu sprawcy ataku na jarmark bożonarodzeniowy w Magdeburgu. Oskarża Taleba al-Abdulmohsena o sześć zarzutów zabójstwa i 338 zarzutów usiłowania zabójstwa. Prokuratura stawia mu również zarzut ciężkiego uszczerbku na zdrowiu. Uważa się, że motywem działania domniemanego sprawcy było niezadowolenie i frustracja z wyniku sporu cywilnego. Prokuratura zleciła sporządzenie opinii psychiatrycznej w celu ustalenia jego odpowiedzialności karnej.